# リオ・サン・フアン県
リオ・サン・フアン県（リオ・サン・フアンけん、Departamento de Río San Juan）は、ニカラグア南部の県である。西側一帯にニカラグア最大の湖であるニカラグア湖に面する。大半をアメリケ山脈（Sierra de Amerique）で占め、県名ともなっているサン・フアン川が南部の国境附近を流れる。東部に僅かながらカリブ海に面し、サン・フアン・デル・ノルテ（San Juan del Norte）の町がある。面積7,473km2、人口95,500人（2005年）、県都はニカラグア湖の湖畔でサン・フアン川の側に位置するサン・カルロス（San Carlos）である。

## 隣接する県
北部にチョンタレス県、北東部に南カリブ自治地域、西部にリバス県、南部に隣国コスタリカ（アラフエラ州、エレディア州、リモン州）と接している。

## 基礎自治体
1. El Almendro
2. El Castillo
3. Morrito
4. San Carlos
5. San Juan de Nicaragua
6. San Miguelito